# Pteropus pumilus
Pteropus pumilus là một loài động vật có vú trong họ Dơi quạ, bộ Dơi. Loài này được Miller mô tả năm 1911.